# 1959年のメジャーリーグベースボール
以下は、メジャーリーグベースボール（MLB）における1959年のできごとを記す。
1959年4月9日に開幕し10月8日に全日程を終え、ナショナルリーグはロサンゼルス・ドジャースが3年ぶり13度目のリーグ優勝で、アメリカンリーグはシカゴ・ホワイトソックスが40年ぶり5度目のリーグ優勝であった。
ワールドシリーズはロサンゼルス・ドジャースがシカゴ・ホワイトソックスを4勝2敗で破り4年ぶり2度目のシリーズ制覇となった。
1958年のメジャーリーグベースボール - 1959年のメジャーリーグベースボール - 1960年のメジャーリーグベースボール

## できごと
ナショナルリーグは、ドジャース、ブレーブス、ジャイアンツの三つ巴のペナント争いをして、まずジャイアンツが2位ドジャースに2ゲーム差をつけながら最終8試合で1勝7敗となり脱落し、ドジャースとブレーブスが最終86勝68敗で並んで、3試合制のプレーオフとなり、ロサンゼルス・ドジャースが2連勝して、ロサンゼルスに移転して翌年にリーグ優勝を果たした。ドン・ドライスデールが17勝で奪三振242(最多奪三振)、ジョニー・ポドレスが14勝、ロジャー・クレイグが11勝、ノーム・シェリーが7勝、そして前年11勝だったサンディー・コーファックスはこの年8勝でまだ先発の柱ではなかった。打線はギル・ホッジス、デューク・スナイダー、カール・フリロ、チャーリー・ニール、ウォーリー・ムーンがいて、やがてコーファックスの素質開花とともに攻撃力のチームから投手王国のチームに変わっていった。一方ミルウォーキー・ブレーブスは、両エースのウォーレン・スパーン(21勝）、ルー・バーデット（21勝）がともに最多勝、ハンク・アーロン(打率.355)が首位打者、エディ・マシューズ(本塁打46本)が1953年以来2回目の本塁打王を獲得し、これだけタイトルホルダーがいながらリーグ優勝できなかった。後にハンク・アーロンは「1956～1959年に4連覇出来たはずだった。リーグ優勝2回、シリーズ制覇1回で終わるチームではなかった」と悔やんだ。前年本塁打王・打点王にリーグMVPだったシカゴ・カブスのアーニー・バンクス(打点143）が打点王と2年連続リーグMVPに選ばれ、ジャイアンツのウィリー・メイズ(盗塁27)が4年連続盗塁王、サム・ジョーンズ投手(21勝）が最多勝・最優秀防御率（2.83）で、また前年に続いて同じジャイアンツのウィリー・マッコビーが新人王に選ばれ、マッコビーは後にジャイアンツの主砲になった。
アメリカンリーグは、前年リーグ4連覇を果たしたヤンキースが序盤の大不振で5月20日に最下位に転落し、そこから盛り返したが3位どまりに終わり、ホワイトソックスがインディアンスを5ゲーム差で振り切り、1901年のアメリカンリーグ最初の年に優勝してから5度目で40年ぶりとなるリーグ優勝であった。前年ミニー・ミノーソと交換でインディアンスから移籍してきた39歳のアーリー・ウィン(22勝)が最多勝でサイ・ヤング賞、ボブ・ジョーが18勝、これに38歳のステイリーと35歳のラウンがあわせて17勝・30セーブと投手陣はベテランの奮闘が目立った。打線ではルイス・アパリシオ(盗塁56) が4年連続盗塁王で、強打者はいないが、足を使った機動力でアバリシオを中心にチームの盗塁数は113に上った。そのアバリシオとの二遊間コンビを組んだネリー・フォックス二塁手が打率.306 ・191安打（前年まで4回シーズン最多安打を記録していた）でリーグMVPに輝いた。3割打者はフォックスだけで、チームの本塁打総数は97本で、ローラー(22本)とスミス(17本)の2人だけが2ケタ本塁打という守備と機動力の異色のチームであった。本塁打王はインディアンスのロッキー・コラビト（42本）とこの年に本格化したセネタースのハーモン・キルブルー （42本）が獲得し、キルブルーは以降1969年の11年間に通算6回本塁打王となった。首位打者はタイガースのハービー・キーン(打率.353)で、1953年の新人王だったが、この翌年にロッキー・コラビトと交換でインディアンスに移った。そして前年リーグMVPのレッドソックスのジャッキー・ジェンセン(打点112)が2年連続打点王となったが、翌年のシーズン前に33歳で突然引退を表明し、次の1961年に復帰したがその年限りで球界から去った。
そしてワールドシリーズは、20勝投手がいないドジャースが投手陣で勝るホワイトソックスを4勝2敗で下した。シェリーが2勝、ポドレスが1勝、ドライスデールが1勝した。また競技施設としてはアメリカ国内で最大の観客収容力を持つロサンゼルス・メモリアル・コロシアムでワールドシリーズの第3戦～第5戦が行われ、毎試合9万2,000人を超える観衆が集まった。

### ハービィ・ハディックスの偉大な敗北
この年ピッツバーグ・パイレーツに小柄な左腕投手がいた。ハービィ・ハディックスというその選手は1946年にカージナルスのトライアウトを受けて入団し、ファームのウインストン・セーラム球団（当時のC級）から4年後にはAAA級のコロンバス球団に上がっていた。ところが朝鮮戦争の勃発で兵役に就き、1952年に復員してその年にメジャーデビューして2勝2敗。そして翌1953年に20勝9敗、1954年には18勝13敗の成績で先発の柱だったが当時のカージナルスは下位に低迷していた。次の年に12勝16敗に落ちて、翌1956年に就任したフランク・レインGMがすぐにトレードでフィリーズに放出し、ハディックスはその後フィリーズからレッズへ、そしてこの年にフランク・トーマスと交換でパイレーツへ移った。パイレーツのダニー・マートー監督は小柄で真面目なハディックスに目をかけて、ハディックスもチームに貢献して順調に4勝を稼ぎ、5月26日にミルウォーキーのカウンティスタジアムでのブレーブス戦に先発した。ブレーブスには、エディ・マシューズ、ハンク・アーロン、ジョー・アドコックのトリオでマウンドにはエースで2年前のワールドシリーズで3勝を挙げたルー・バーデット が登板した。この試合の前に風邪をひき体調はどん底のハディックスは完投は無理だと思っていた。捕手はスモーキー・バージェスで打順は3番を打ち、4番はロッキー・ネルソン一塁手、翌1960年のワールドシリーズ第7戦でサヨナラホームランを打つビル・マゼロスキーは6番で、ロベルト・クレメンテは故障で欠場しておりクレメンテが本格化するのはこの翌年からであった。
1回裏を三者凡退でベンチに戻ってきた時に「あまりシャープな体調とは思えません。でもやれるだけ長く延ばしてみましょう」とマートー監督に報告した。それから打たして取る投法で三者凡退を繰り返し、7回から雨も降ってきたが本人は試合にのめりこんでいたので気にせず、7、8、9回と走者を出さずに試合は進んだ。相手のバーデットも好調で安打を打たれても点を取らせず、とうとう9回まで完全試合ながら延長戦に入った。そして12回まで完全に抑えていたが13回裏に入って1番マンティラの3塁ゴロを一塁への送球が逸れてセーフとなり3塁手のエラーとなった。次のマシューズは送りバントで走者を2塁に進め、アーロンは敬遠されて1死1・2塁からアドコックがサヨナラ3ランホームランを打って試合は決した。ハディックスは12回まで完璧に抑えていただけに終わった後にはパイレーツの選手は全員ただ茫然とするばかりであった。
同僚のビル・バードン中堅手は「ハービィが球史に無い偉業を達成しようとしたのに俺たちは彼に手をかしてやれなかった」と唇をかんだ。試合が終わった直後にマートー監督はマウンドに駆け寄りハディックスと握手して勝利投手のように迎えた。ナショナルリーグのウォーレン・ジャイル会長は「君の歴史的な記録達成にお祝い申し上げる。見事なピッチングだった」と電報を送った。この日のハービィ・ハディックスの記録は「9回までの完全試合」と注釈付きで完全試合に認定されたが、1991年に完全試合の要件が変更されて今日では完全試合とはみなされていない。なお、これより36年後の1995年6月3日、当時のモントリオール・エクスポズに在籍していたペドロ・マルティネス投手が対サンディエゴ・パドレス戦で9回まで完全試合ながら10回無死からビップ・ロバーツに初安打を打たれ、結局勝利投手になりながら完全試合を逸している。
ハディックスはその後も現役を続け、引退時に実働15年で136勝113敗、奪三振1,575、防御率3.63の実績を残した。

## コンチネンタルリーグ
本拠地移転の動きが一段落し、フランチャイズを変えた5球団がいずれも新天地で大成功を収めたことは、戦後からマイナー球団を持つ各都市がメジャーリーグの球団の誘致に積極的であったことと、アメリカの議会で野球機構と独占禁止法との議論が深まるなかで出てきた球団数を拡張して東部偏重から全米規模に拡大することを求める動きに刺激されて、1959年になるとヒューストン、ミネアポリスが大リーグの球団を迎える用意があることを明らかにし、さらにジャイアンツとドジャースが出てニューヨークにナショナルリーグの球団が無くなったことに対しニューヨーク市が第三リーグの創設を問題にし始めていた。ここでアメリカンリーグとナショナルリーグのオーナーは5月21日にオハイオ州コロンバスで会議を開き、球団数を増やすリーグの拡張(エクスパンション)ではなく、新しく第三リーグを8球団体制で設立することが望ましいとの見解を出して、その際に必要な確認項目として資格審査で財政の安定した基盤を持つこと、地域的な条件や経済的な義務を果たすこと、フランチャイズとする都市は人口が現在構成しているチームの最少都市(当時の場合はカンザスシティ)より下回らないこと、最低2万5,000人規模の収容力を持つ球場を確保すること、シーズン試合数は1チーム154試合とすること、選手の年俸は現在両リーグが定めている最低年俸額を守りしかも最高額を設けてはならないこと、現在ある「大リーグ協定」「統一選手契約」「年金制度」などの諸条件を受け入れること、新しいリーグの資格申請を行う会議の6ヵ月前及びシーズンが始まる8ヵ月前には8球団が申請書を提出しなければならない、とする10項目を発表した。
そしてこのオーナー会議から2ヵ月後の7月27日に、ニューヨークのホテルで記者会見が行われ「コンチネンタルリーグ」創設が発表された。この新しいリーグの創設に奔走したのは当時38歳のニューヨークの弁護士ウイリアム・A・シェイ(後のニューヨーク・メッツの本拠地シェイ・スタジアムは彼の名前に因んでいる)で、この時の発表では既にニューヨーク、ヒューストン、トロント、ミネアポリス＝セントポール、デンバーの加盟が決定し、2年後の1961年4月のシーズン開始を目指すとした。そして1ヵ月後の8月18日にコンチネンタルリーグの会長にブランチ・リッキー(カージナルス・ドジャース・パイレーツの元ゼネラルマネージャー)が就任した。カージナルスで最初にマイナー球団を自己の傘下に収めてファーム制度を作り選手の育成システムを確立し、ドジャースでジャッキー・ロビンソンを黒人として初めて採用して人種の壁を破り、1955年にパイレーツを退いて野球界から半ば引退していた辣腕の元ゼネラルマネージャーの復帰であった。その就任会見が終わってすぐにリッキーらは、フォード・フリック(コミッショナー)、ジョー・クローニン(アメリカンリーグ会長)、ウォーレン・ジャイル(ナショナルリーグ会長)、トム・ヨーキー(レッドソックス会長)らと会談して新リーグ設立の趣旨を説明した。
しかしこの時点での加盟予定は5都市で、年末12月になってアトランタ、ダラス＝フォートワースが加わり、年明けの1960年1月にバッファローがバッファロー市が経営するインターナショナルリーグの球団をメジャーに昇格させることでようやく8球団となった。

### アメリカ議会の動き
アメリカ議会の動きは1959年になると下院から上院に移り、上院反トラスト委員会のキーフォーバー委員長(3年前の1956年大統領選挙で民主党副大統領候補となったが敗れた）が、ベースボール・アメリカンフットボール・バスケットボール・アイスホッケーのプロスポーツに対して共通の法律的措置を加え、これまでくすぶっていた独占禁止法に関する問題を解決することが必要だと述べた。これは実は野球機構などを反トラスト法の適用範囲に含めたうえで幾つかの側面については除外することを目指していた。そしてこれとは別にキーティング、ダークセンなど3人が上院議員が、これらのスポーツを逆に反トラスト法の枠外に置くことを目的とした法案を提出した。これは前年に出されて廃案となった「キーティング＝ウォルター法案」と大差はなかった。一方キーフォーバー上院議員が提出した法案では野球機構などを反トラスト法の適用範囲に含めたうえで4大スポーツの持つ幾つかの面を除外するとしたが、大リーグの1球団が保有する選手の総数を80に限定し、マイナーリーグ地域への放送権の規制は連邦通信委員会が「適度に必要」と認める場合だけ反トラスト法の適用から外すとされた。これに対してフリック・コミッショナーが公聴会の席上で反論し、1球団の保有選手を80名に限定すればメジャーリーグもマイナーリーグも崩壊の危険を免れず、メジャーリーグはマイナーリーグに年間総額で約500万ドルの援助を与えており、さらに選手を買い上げる対価としてさらに約500万ドルが支払われていて、これにスカウトの給料や費用だけでも300万ドルにのぼると主張した。この法案の審議はほとんどされることなく、前年に続いて廃案となった。
ところがキーフォーバー委員長はこの時のフリック・コミッショナーの反駁に逆に反発して、翌1960年3月に再び法案を提出し、一転して野球に対して厳しい姿勢を示した。今度の法案では野球以外の全てのプロスポーツを反トラスト法の枠外に置くとして、野球だけは最高裁判断が出ている保留条項などを除いて、他は全面的に反トラスト法の適用範囲の中に入れるとするものであった。フリックは当然この法案を激しく批判したが、新興コンチネンタルリーグのリッキー会長とシェイ発起人は逆に「キーフォーバー法案」を支持して野球機構を揺さぶり、議会の独占禁止法の動きと新興リーグの立ち上げと自らのリーグ拡張への動きが複雑に絡まり合うことになった。

## その他
- ロサンゼルス・ドジャースは前年に観客動員数184万5,556人を記録したが、優勝したこの年は207万1,045人で、これはナショナルリーグの球団ドジャースとして初の200万人の大台を記録した。
- ワールドシリーズの第5戦が行われたロサンゼルス・メモリアル・コロシアムは、この日に9万2,706人が入場し、現在まで1試合の観客動員数の最高記録となっている。この第5戦を含め第3～5戦の3試合の合計は27万7,750人となった。

## 最終成績

### レギュラーシーズン
| 順 | チーム                         | 勝利 | 敗戦 | 勝率 | G差  |
| -- | ------------------------------ | ---- | ---- | ---- | ---- |
| 1  | シカゴ・ホワイトソックス       | 94   | 60   | .610 | --   |
| 2  | クリーブランド・インディアンス | 89   | 65   | .578 | 5.0  |
| 3  | ニューヨーク・ヤンキース       | 79   | 75   | .513 | 15.0 |
| 4  | デトロイト・タイガース         | 76   | 78   | .494 | 18.0 |
| 5  | ボストン・レッドソックス       | 75   | 79   | .487 | 19.0 |
| 6  | ボルチモア・オリオールズ       | 74   | 80   | .481 | 20.0 |
| 7  | カンザスシティ・アスレチックス | 66   | 88   | .429 | 28.0 |
| 8  | ワシントン・セネタース         | 63   | 91   | .409 | 31.0 |

| 順 | チーム                         | 勝利 | 敗戦 | 勝率 | G差  |
| -- | ------------------------------ | ---- | ---- | ---- | ---- |
| 1  | ロサンゼルス・ドジャース       | 88   | 68   | .564 | --   |
| 2  | ミルウォーキー・ブレーブス     | 86   | 70   | .551 | 2.0  |
| 3  | サンフランシスコ・ジャイアンツ | 83   | 71   | .539 | 4.0  |
| 4  | ピッツバーグ・パイレーツ       | 78   | 76   | .506 | 9.0  |
| 5  | シンシナティ・レッズ           | 74   | 80   | .481 | 13.0 |
| 6  | シカゴ・カブス                 | 74   | 80   | .481 | 13.0 |
| 7  | セントルイス・カージナルス     | 71   | 83   | .461 | 16.0 |
| 8  | フィラデルフィア・フィリーズ   | 64   | 90   | .416 | 23.0 |

### オールスターゲーム
- 第1試合 – アメリカンリーグ 4 - 5 ナショナルリーグ
- 第2試合 – アメリカンリーグ 5 - 3 ナショナルリーグ

### ワールドシリーズ
- ホワイトソックス 2 - 4 ドジャース

| 10/1 – | ドジャース       | 0 | - | 11 |  | ホワイトソックス |
| 10/2 – | ドジャース       | 4 | - | 3  |  | ホワイトソックス |
| 10/4 – | ホワイトソックス | 1 | - | 3  |  | ドジャース       |
| 10/5 – | ホワイトソックス | 4 | - | 5  |  | ドジャース       |
| 10/6 – | ホワイトソックス | 1 | - | 0  |  | ドジャース       |
| 10/8 – | ドジャース       | 9 | - | 3  |  | ホワイトソックス |

MVP：ラリー・シェリー (LAD)

## 個人タイトル

### アメリカンリーグ
| 項目   | 選手                         | 記録 |
| ------ | ---------------------------- | ---- |
| 打率   | ハービー・キーン (DET)       | .353 |
| 本塁打 | ロッキー・コラビト (CLE)     | 42   |
| 本塁打 | ハーモン・キルブルー (WS1)   | 42   |
| 打点   | ジャッキー・ジェンセン (BOS) | 112  |
| 得点   | エディ・ヨスト (DET)         | 115  |
| 安打   | ハービー・キーン (DET)       | 198  |
| 盗塁   | ルイス・アパリシオ (CWS)     | 56   |

| 項目   | 選手                       | 記録 |
| ------ | -------------------------- | ---- |
| 勝利   | アーリー・ウィン (CWS)     | 22   |
| 敗戦   | ペドロ・ラモス (WS1)       | 19   |
| 防御率 | ホイト・ウィルヘルム (BAL) | 2.19 |
| 奪三振 | ジム・バニング (DET)       | 201  |
| 投球回 | アーリー・ウィン (CWS)     | 255⅔ |
| セーブ | ターク・ローン (CWS)       | 15   |

### ナショナルリーグ
| 項目   | 選手                     | 記録 |
| ------ | ------------------------ | ---- |
| 打率   | ハンク・アーロン (ML1)   | .355 |
| 本塁打 | エディ・マシューズ (ML1) | 46   |
| 打点   | アーニー・バンクス (CHC) | 143  |
| 得点   | ベイダ・ピンソン (CIN)   | 131  |
| 安打   | ハンク・アーロン (ML1)   | 223  |
| 盗塁   | ウィリー・メイズ (SF)    | 27   |

| 項目   | 選手                         | 記録 |
| ------ | ---------------------------- | ---- |
| 勝利   | ルー・バーデット (ML1)       | 21   |
| 勝利   | サム・ジョーンズ (SF)        | 21   |
| 勝利   | ウォーレン・スパーン (ML1)   | 21   |
| 敗戦   | ボブ・フレンド (PIT)         | 19   |
| 防御率 | サム・ジョーンズ (SF)        | 2.83 |
| 奪三振 | ドン・ドライスデール (LAD)   | 242  |
| 投球回 | ウォーレン・スパーン (ML1)   | 292  |
| セーブ | リンディ・マクダニエル (STL) | 15   |
| セーブ | ドン・マクマホン (ML1)       | 15   |

## 表彰

### 全米野球記者協会（BBWAA）表彰
| 表彰         | アメリカンリーグ         | ナショナルリーグ          |
| ------------ | ------------------------ | ------------------------- |
| MVP          | ネリー・フォックス (CWS) | アーニー・バンクス (CHC)  |
| サイヤング賞 | アーリー・ウィン (CWS)   | --                        |
| 最優秀新人賞 | ボブ・アリソン (WS1)     | ウィリー・マッコビー (SF) |

### ゴールドグラブ賞
| 守備位置 | 守備位置 | アメリカンリーグ             | ナショナルリーグ             |
| -------- | -------- | ---------------------------- | ---------------------------- |
| 投手     | 投手     | ボビー・シャンツ (NYY)       | ハービー・ハディックス (PIT) |
| 捕手     | 捕手     | シャーム・ローラー (CWS)     | デル・クランドール (ML1)     |
| 一塁手   | 一塁手   | ビック・パワー (WS1)         | ギル・ホッジス (LAD)         |
| 二塁手   | 二塁手   | ネリー・フォックス (CWS)     | チャーリー・ニール (LAD)     |
| 三塁手   | 三塁手   | フランク・マルゾーン (BOS)   | ケン・ボイヤー (STL)         |
| 遊撃手   | 遊撃手   | ルイス・アパリシオ (CWS)     | ロイ・マクミラン (CIN)       |
| 外 野 手 | 左翼手   | ミニー・ミノーソ (CLE)       | ジャッキー・ブラント (SF)    |
| 外 野 手 | 中堅手   | アル・ケーライン (DET)       | ウィリー・メイズ (SF)        |
| 外 野 手 | 右翼手   | ジャッキー・ジェンセン (BOS) | ハンク・アーロン (ML1)       |

### その他表彰
ルー・ゲーリッグ賞
- ギル・ホッジス (LAD)

ベーブ・ルース賞
- ラリー・シェリー (LAD)

### アメリカ野球殿堂入り表彰者
ベテランズ委員会選出
- ザック・ウィート